# Контрапост
- Контрапост Дорифор

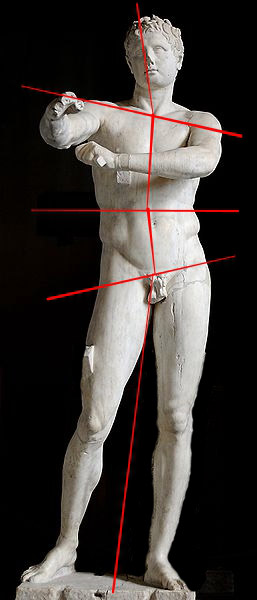
Апоксиомен. Римская реплика бронзовой скульптуры Лисиппа. I век н. э.
- Контрапост Дорифор

Контрапо́ст (от итал. contrapposto — «противоположность»), (или в некоторых словарях хиа́зм (греч. chiasmos — «крестообразный»)) — приём изображения фигуры человека в искусстве, при котором положение одной части тела контрастно противопоставлено положению другой части.
В изобразительном искусстве, скульптуре, живописи, контрапост возникает в результате «постановки» фигуры человека с переносом тяжести тела на одну, опорную ногу. Такая постановка называется классической. Опорная нога фигуры отклоняется от вертикали, опорный тазобедренный сустав поднимается вверх и одновременно немного выдвигается вперёд, тазовый пояс наклоняется относительно горизонтали, а свободная нога фигуры, согнутая в колене, слегка отставлена назад. Плечевой пояс из-за необходимости уравновешивания приобретает контрастное положение по отношению к тазовому
Контрапост позволяет передать напряжение стоящей фигуры, не нарушая общего равновесия форм. Контрапост — это достижение равновесия (пондерации), создаваемого противоположно направленными движениями.
Хиазмом (см.) же принято называть более сложную систему — крестообразно изогнутые линии, возникающие в результате действия главной, вертикально направленной S-образно изогнутой линии, которая и создаёт зрительное, пластическое движение.

## История

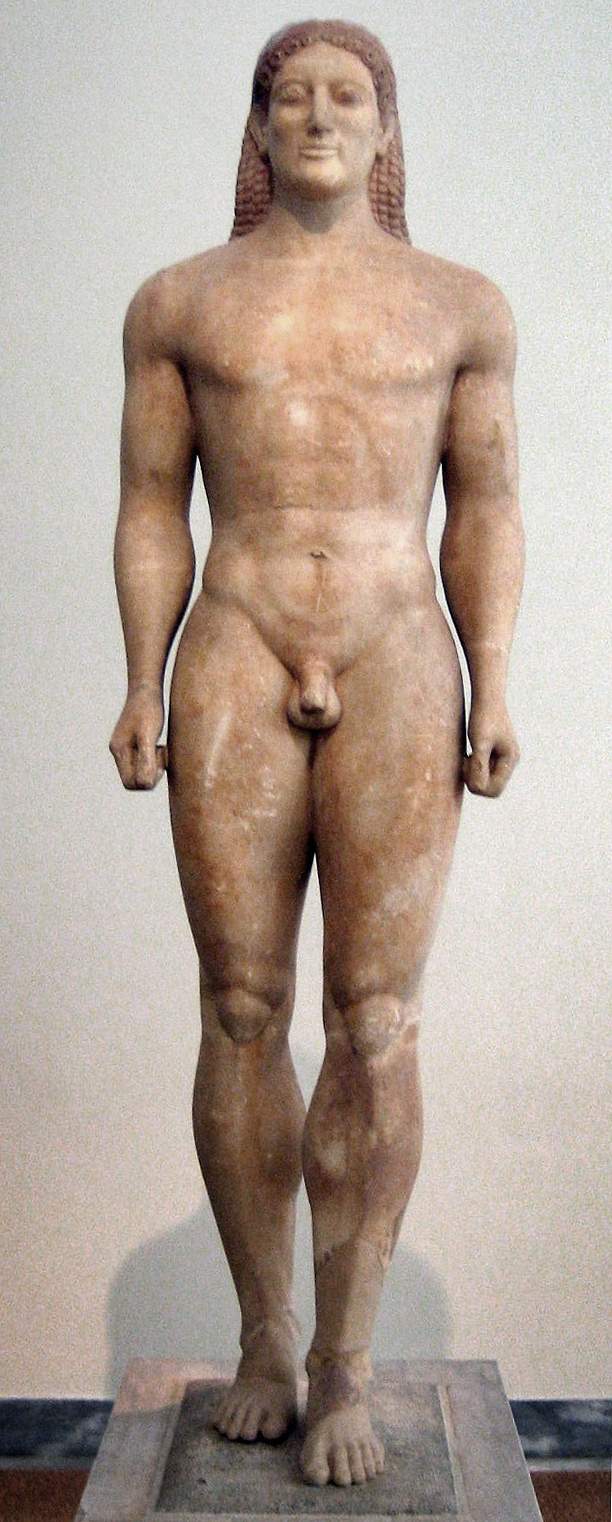
Статуя куроса периода архаики, когда контрапост ещё не был известен. Изображенный кажется скованным и «деревянным»

Контрапост использовался в античном искусстве начиная с ранней классики. В академической истории искусства этот термин используют, прежде всего, в отношении работ знаменитого античного скульптора Поликлета Аргосского. Он первым, по свидетельству Плиния Старшего, разработал тему идеальной фигуры стоящего атлета с переносом тяжести тела на одну ногу. В таком положении, называемым классической постановкой, опорная нога фигуры отклоняется от вертикали, опорный тазобедренный сустав поднимается вверх и одновременно немного выдвигается вперёд, тазовый пояс наклоняется относительно горизонтали, а свободная нога атлета, согнутая в колене, слегка отставляется назад. Плечевой пояс из-за необходимости уравновешивания приобретает контрастное положение по отношению к тазовому. То же можно наблюдать в лучших античных статуях со спины.
В Каноне Поликлета автор характеризует его как необходимую часть красоты. Исчезнув в эпоху Средних веков, контрапост был воскрешён мастерами Ренессанса, например, Донателло.
Резкие контрапосты являются характерными для маньеризма и барокко.

## Значение
Значение контрапоста даже в античном искусстве было более широким, чем достижение впечатления физического равновесия в изображении фигуры человека. В результате контрастных движений плечевого и тазового поясов относительно горизонтали средняя линия фигуры приобретает S-образный изгиб относительно вертикали (мысленно проводимой от яремной ямки между ключицами до внутренней лодыжки опорной ноги). Главная S-образная линия откликается другими, противонаправленными, причем все они существуют не в одной плоскости, а в трёх измерениях. Многократные отклики линий, пересекающих фигуру крестообразно, наподобие греческой буквы «хи» (χ), получили наименование «хиазма». Так, по остроумному замечанию Б. Р. Виппера, статуя Аполлона Бельведерского «полна хиазмов», отчего движение не сосредоточивается в одном направлении, а как бы лучами расходится в разные стороны. При взгляде на скульптуры Поликлета возникает двойственное впечатление. Особенно ясно это ощущается при медленном обходе скульптуры и рассматривании её с разных точек зрения. Фигуры атлетов изображены в спокойной позе, они идеально уравновешены и в физическом смысле никуда не двигаются. Но кажется, что статуи тоже «идут» или медленно вращаются, хотя на самом деле остаются неподвижными. Аналогичное движение ясно просматривается на многих античных статуях. Такое движение и называется зрительным, или пластическим.
S-образная линия выражает состояние подвижного равновесия частей, их взаимообусловленность, соразмерность, закономерность отношений, основную пластическую мысль художника и, следовательно, гармонию и красоту. Таким образом, эстетическое преображение конструктивных закономерностей равновесия форм порождает «интеграл красоты» в виде S-образной линии.